# ألبرتو ميليس
ألبرتو ميليس (بالإيطالية: Alberto Melis)‏ هو لاعب كرة قدم إيطالي في مركز الوسط، ولد في 18 يناير 1993 في كوارتو سانت إلينا في إيطاليا. شارك مع منتخب إيطاليا تحت 16 سنة لكرة القدم. أما مع النوادي، فقد لعب مع نادي بيزا.

## وصلات خارجية
- ألبرتو ميليس على موقع قاعدة بيانات كرة القدم.إي يو (الإنجليزية)
- ألبرتو ميليس على موقع Soccerway.com (الإنجليزية)